# Roesky
Roesky ist ein deutscher Familienname.

## Namensträger
- Herbert W. Roesky (* 1935), deutscher Chemiker
- Peter Roesky (* 1967), deutscher Chemiker